# Molophilus militaris
Molophilus militaris là một loài ruồi trong họ Limoniidae. Chúng phân bố ở miền Australasia.